# Flockigstieliger Rettich-Fälbling
Der giftige Flockigstielige Rettich-Fälbling (Hebeloma sinapizans) ist eine Pilzart aus der Familie der Hymenogastraceae. Die Fruchtkörper erscheinen von August bis Oktober bevorzugt in Buchen- und Buchenmischwäldern. Der Pilz wird auch Großer Rettich-Fälbling oder Bitterer Fälbling genannt.

## Merkmale

### Makroskopische Merkmale
Der fleischige Hut ist 7–12 (–15) cm breit, mehr oder weniger gewölbt, aber oft auch unregelmäßig gebuckelt oder gelappt. Er ist tonbraun bis blass fleischbräunlich, rostfalb oder lehmfarben. Die Oberfläche ist glatt, bei Feuchtigkeit etwas schmierig und sonst trocken. Der oft heller gefärbte Rand bleibt lange Zeit eingerollt und ist nicht gerieft und ohne Velum.
Die ziemlich gedrängt stehenden und tief ausgebuchtet angewachsenen Lamellen sind anfangs tonblass (aber nie rein weißlich) und dunkeln beim Reifen nach. Schon bald sind sie milchkaffeebraun bis fleischocker gefärbt. Sie tränen nicht und ihre gleichfarbigen Schneiden sind schartig. Das Sporenpulver ist rostbraun.
Der weißliche, kräftig derbe und zylindrische Stiel ist 5–10 (–12) cm lang und 1–2,5 cm breit. Er ist hohl, ringlos und auf weißlichem Grund über die ganze Länge feinflockig oder weißlich beschuppt. Die oft knollig verdickte Basis ist etwa 2–3 cm dick. Im Längsschnitt ragt vom Hutfleisch ein kegelförmiger Zapfen in den hohlen Stiel. Das weißliche, bitter schmeckende Fleisch ist ziemlich dick und riecht stark nach Rettich.

### Mikroskopische Merkmale
Die mandelförmigen und grobwarzig ornamentierten Sporen sind 10–13 (–15) µm lang und 6,5–8,5 µm breit und haben einen papillenförmigen Apiculus. Die kurzen und relativ dicken Zystiden sind flaschenförmig und die Cheilozystiden oft im unteren Teil bauchig verdickt.

## Artabgrenzung
Sehr ähnlich sieht der häufigere Tonblasse Fälbling (Hebeloma crustuliniforme) aus. Er ist etwas heller gefärbt und besitzt tränende Lamellen, die durch die ausfallenden Sporen braun fleckig werden. Die Zystiden sind bei diesen Fälbling im unteren Teil nicht verdickt. Man findet den Tonblassen Fälbling eher außerhalb des Waldes, z. B. in Parkanlagen.
Ebenfalls sehr ähnlich, aber deutlich seltener ist der Kakao-Fälbling (Hebeloma theobrominum). Auch er ist kleiner und mehr rotbraun gefärbt. Sein voller (nicht hohler) Stiel ist weder an der Basis knollig, noch flockig beschuppt. Sein Fleisch riecht leicht kakaoartig. Der Pilz wächst bevorzugt in Nadelwäldern.

## Ökologie und Verbreitung
Die Fruchtkörper des Flockigstieligen Rettich-Fälblings erscheinen von August bis Oktober bevorzugt in Laubwäldern. Er wächst besonders gern bei Rotbuchen, seltener bei anderen Laubbäumen. Man findet ihn daher meist in Buchen- und Buchenmischwäldern, im Gebirge auch in Buchen-/ Tannenwäldern. Der Pilz bevorzugt kalk- und basenreiche Böden. Der Rettich-Fälbling ist zumindest stellenweise häufig, aber mancherorts rückläufig.

## Systematik
Etymologie: „Sinapizans“ bedeutet „senfartig“ und leitet sich vom lateinischen Wort „sinapis“ (= Senf) ab. Der senfartige Geruch und scharfe Geschmack findet sich bei vielen Arten aus der Pflanzenfamilie der Kreuzblütler (Brassicaceae). Verursacht wird er durch die Senfölglykoside, den familientypischen Inhaltsstoffen, die auch für den scharfen Rettichgeruch und Geschmack verantwortlich sind.

## Bedeutung
Der Flockigstielige Rettich-Fälbling ist giftig. Er erzeugt Verdauungsstörungen.